# Hans Fahning
Hans Fahning (* 1. Juli 1925 in Hamburg; † 23. Mai 2003 ebenda) war ein deutscher Wirtschafts- und Politikwissenschaftler.

## Leben

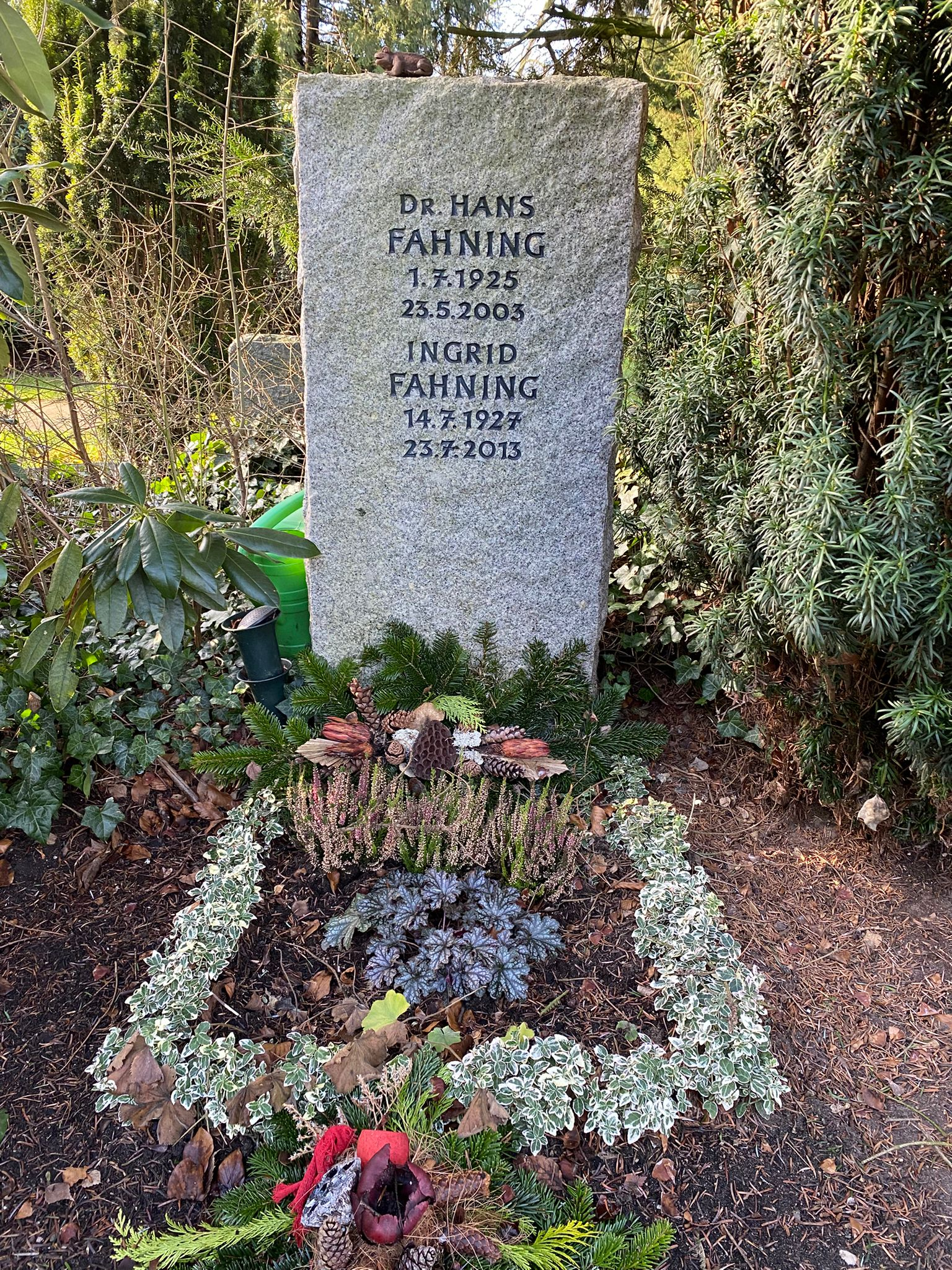
Grabstätte auf dem Friedhof Bergstedt

Hans Fahning war der Sohn eines Arbeiters aus dem Hamburger Stadtteil Barmbek. Als 19-jähriger noch zum Kriegsdienst herangezogen, wurde er bei Kämpfen in Ungarn schwer verwundet und verbrachte ein Jahr lang in einem Lazarett. Anschließend holte er am Albrecht-Thaer-Gymnasium das Abitur nach und begann ein Studium der Volkswirtschaft an der Universität Hamburg. 1955 promovierte Fahning mit der Schrift Notenbank und Konjunkturbeeinflussung zum Doktor der Politikwissenschaft (rer. pol.), sein Doktorvater war der spätere Bundesfinanzminister Karl Schiller.
Fahning schlug daraufhin eine Verwaltungslaufbahn in der Hamburger Wirtschaftsbehörde ein. 1961 wurde er mit dem Aufbau der Hamburger Landesvertretung in Bonn beauftragt. In der Hansestadt erhielt er Mitte der 1960er-Jahre die Ernennung zum Staatsrat und leitete unter Bürgermeister Herbert Weichmann unter anderem das Ressort Arbeit und Soziales, bis er ab 1966 in gleicher Position der Senatskanzlei vorstand.
Darüber hinaus bekleidete Fahning wichtige Ämter in verschiedenen Institutionen. Nach seinem Ausscheiden aus der Senatskanzlei wurde er 1972 in den Vorstand der damaligen Hamburgischen Landesbank berufen, dem er von 1973 bis 1993 als Vorsitzender angehörte. Er saß im Vorstand des Deutschen Sparkassen- und Giroverbandes, des Bundesverbandes Öffentlicher Banken, dessen Präsident er von 1976 bis 1987 war, und war Mitglied im Plenum der Handelskammer Hamburg. Aufsichtsrats- und Verwaltungsratsmandate hatte er bei der HEW, der Hamburger Hochbahn, beim Flughafen Hamburg und dem ZDF inne.
Im Alter von 77 Jahren verstarb Hans Fahning in seiner Geburtsstadt und wurde auf dem dortigen Friedhof Bergstedt beigesetzt.

## Veröffentlichungen
- 1955: Notenbank und Konjunkturbeeinflussung (Dissertationsschrift)
- 1956: Bankplatz Hamburg, Verlag Holler, Hamburg
- 1963: Außenwirtschaftsgesetz, Verlag Vahlen, Berlin, (mit Harald Sieg und Karl Friedrich Kölling)
- 1983: Einige wirtschaftliche Probleme aus bankwirtschaftlicher Sicht, Übersee-Club, Hamburg
- 1983: Herbert Weichmann zum Gedächtnis (als Herausgeber), Verlag Knaus, Hamburg ISBN 978-3-8135-0178-0